# 兵庫農科大学
兵庫県立兵庫農科大学（ひょうごけんりつひょうごのうかだいがく、公用語表記: 兵庫県立兵庫農科大学）は、兵庫県多紀郡篠山町に本部を置いていた日本の公立大学である。1949年に設置され、1969年に廃止された。

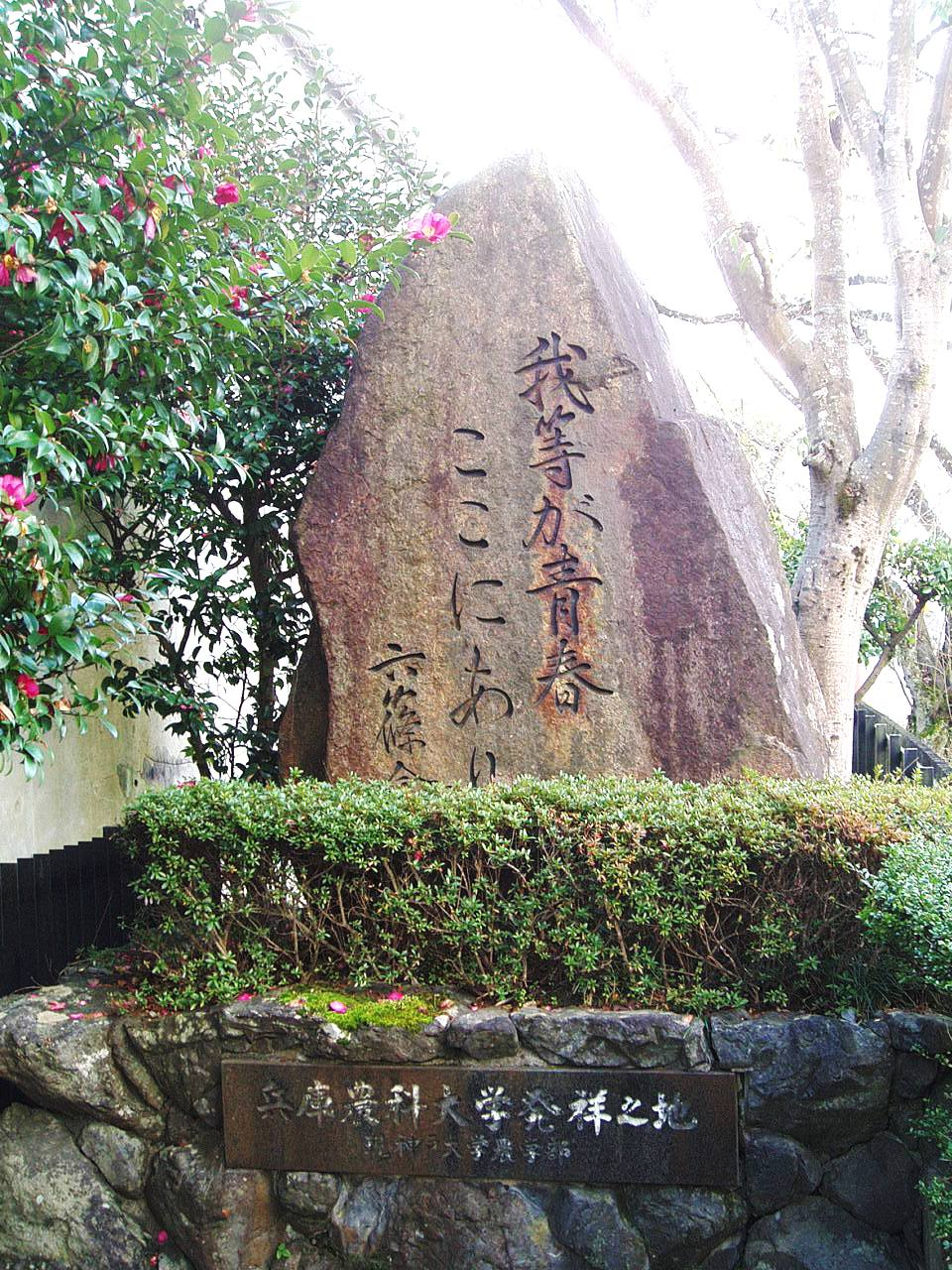
「兵庫農科大学発祥之地」碑 / 同窓会により篠山市の旧校地付近に建立された。

1966年に国立移管され、神戸大学農学部の母体となる。1969年に廃止された。

## 概要
- 1949年の設立時の名称は兵庫県立農科大学。
- 農学科・畜産学科・農芸化学科および農業短期大学部が設置された。
- 第二次世界大戦後、新制の公立（県立）農科大学として設立された6大学（兵庫の他には松山・茨城・静岡・香川・島根）のなかで、唯一旧制学校を前身としない大学であった（他の5大学は旧制大学だった茨城を除き、すべて農専を前身としている）。
- その後兵庫県立兵庫農科大学に改称され、カンボジア農業学術調査やブラジル移民実態調査など海外学術調査を行い成果を上げた。
- 文部省の県立大学整理方針により早くから国立移管が模索され、神戸大学に併合されて神戸大学農学部の前身となった。
- 卒業生により「六篠会」（りくそうかい）が結成され、兵庫県立農業短期大学および神戸大学農学部共通の同窓会となっている。

## 沿革
- 1949年 - 4月 兵庫県立農科大学設立。
  - 初代学長は三宅捷（元台北帝国大学農学部長）。農学科を設置。
- 1949年 - 5月 第1回入学式・開校式挙行。
- 1951年 - 1月 農芸化学科・畜産学科設置。
- 1951年 - 3月31日 教職課程のうち農業科を設置。
- 1951年 - 12月4日 教職課程のうち理科を設置。
- 1952年 - 4月 兵庫県立兵庫農科大学と改称。
- 1955年 - 4月 神戸医科大学（神戸大学医学部の前身）への進学課程設置。
- 1956年 - 3月 兵庫県立兵庫農業短期大学を統合し兵庫農科大学短期大学部と改称。
- 1957年 - 3月 短期大学部を廃止。
- 1964年 - 3月 神戸医大への進学課程廃止。
- 1966年 - 4月 国立に移管され神戸大学農学部設置の母体となる。
- 1969年 - 3月 廃止。

## 校地の変遷と継承
設立当初の校地は、兵庫県立医科大学予科の学舎として利用されていた篠山の陸軍歩兵第七十連隊兵舎跡に設置された。神戸大学への統合後、農学部キャンパスは1967年10月までに六甲台への移転を完了し現在に至っている。農大跡地には現在三井ミーハナイト・メタル篠山工場が立てられ、近くの兵庫県総合庁舎側の道路脇に「兵庫農科大学発祥之地」の記念碑が立てられている。